# Sanicula laciniata
Sanicula laciniata är en flockblommig växtart som beskrevs av William Jackson Hooker och George Arnott Walker Arnott. Sanicula laciniata ingår i släktet sårläkor, och familjen flockblommiga växter. Inga underarter finns listade i Catalogue of Life.